# Módis László (anatómus)
Módis László (Debrecen, 1939. május 6.) anatómus, professor emeritus, az MTA doktora.

## Családja
Édesapja református lelkész volt, a teológia tanára, édesanyja pedig tanítónő. Első felesége dr. Süveges Ildikó szemész, fia Módis László a világszerte elismert szaruhártyasebész. Nős, felesége dr. Ádány Róza, szintén orvos, egyetemi tanár.
Hobbija az ásványgyűjtés, a horgászat, a zenehallgatás, különösen a jazz és a népzene.

## Életpályája
Általános iskolai tanulmányait több településen így, Gacsályban, Vésztőn, Csillaghegyen és Debrecenben végezte 1949-től, majd a debreceni Fazekas Mihály Gyakorló Gimnázium tanulója lett, és itt érettségizett kitűnő eredménnyel 1957-ben.
1963-ban szerzett orvosegyetemi diplomát, summa cum laude a Debreceni Orvostudományi Egyetemen, ahol 1975-ben az orvostudomány kandidátusa, majd 1991-ben doktora lett. 1992-től, mint egyetemi tanár működött a DOTE Anatómiai, Szövet- és Fejlődéstani Intézetében (Debreceni Egyetem Orvos- és Egészségtudományi Centrum Általános Orvostudományi Kar), majd tanszékvezető lett a Fogászati Anatómiai Tanszéken.
Számos külföldi tanulmányúton vett részt, így Svájcban, az Amerikai Egyesült Államok-ban, Finnországban és Németországban.

## Kutatói tevékenysége
- Az extracelluláris mátrix molekuláris organizációjának leírása, differenciálódása különböző szövetekben, elsősorban porcszövetben.[4]
- Kutatócsoportja az elsők között szolgáltatott adatokat a glükózaminoglikánok és proteoglikánok térbeli orientációs mintázatáról és ennek a molekuláris szerkezetnek a mesterséges rekonstrukciós lehetőségeiről.
- In vitro kísérleti modellben bizonyították, hogy exogén matrix komponensek befolyásolják a differenciálódó sejtek génexpresszióját.
- Chimera embriológiai technikával kimutatták, hogy a parenchyma regulálja a szervben található kis erek fenotípusát.
- Új hisztokémiai, kísérletes embriológiai és polarizált fénymikroszkópos technikák kifejlesztése.
- Ízületi porcpótlási technikák továbbfejlesztése.

## Oktatói tevékenysége
- Előadások és gyakorlatok tartása anatómia, szövet- és fejlődéstanból, elektív-kurzusok szövettanból, sejtbiológiából magyar és angol nyelven orvos- és fogorvos-tanhallgatóknak, molekuláris biológus hallgatóknak. Ph.D.-kurzusok tartása hisztokémiából, mikroszkópiából. TDK-munka (eddig 79 díjazott pályamunka témavezetője), Ph.D.-képzés, doktori programok vezetője. Ellátja a DEOEC EK Orvosi laboratóriumi és képalkotó diagnosztikai analitikus (BSc) alapszak szakfelelősi feladatait is.

## Tudományos és oktatási szervezési tevékenysége
- A Magyar Anatómus Társaság és a Magyar Orvosképzési és Egészségügyi Oktatási Társaság vezetőségi tagja,
- A Magyar Kötőszövetkutatók Klubjának elnöke,
- A DOTE oktatási rektorhelyettese, 1973-tól 1989-ig,
- A DOTE TDT titkára, 1994-től 1995-ig,
- A Felsőoktatási és Tudományos Tanács Egészségügyi Felsőoktatási Bizottságának elnöke, 1992-től 1997-ig,
- A nemzeti TEMPUS Felügyelő Bizottság tagja, 1996-tól 1997-ig,
- A nemzeti CEEPUS Szakértő Bizottság elnöke.
- A Brazilian Journal of Morphological Sciences szerkesztő bizottsági tagja,

## Kitüntetések
- Lenhossék-díj, Magyar Anatómus Társaság, 1972.,
- Kiváló Munkáért, Művelődési Minisztérium, 1979.,
- Az Év Oktatója, DOTE, 1981.,
- Kiváló Munkáért, Művelődési Minisztérium, 1986.,
- Kiváló Munkáért, Művelődési Minisztérium, 1989.,
- Szocialista Kultúráért, Művelődési Minisztérium, 1989.,
- Pro Universitate, DOTE, 1995.,
- Honoris Causa Doctor, Medical Faculty, 1996., University of Kuopio, Kuopio, Finland);
- A DOTE Kiváló Oktatója, DOTE, 1996.,
- Akadémiai díj, MTA, 1997.,
- Iskolateremtő Mestertanár cím, 1997.,
- Fáy András-díj, Országos Tudományos Diákköri Tanács, 1997,.
- Széchenyi Professzori Ösztöndíj (1999-2003, Széchenyi Professzori Ösztöndíj Kuratórium, MKM),
- Krompecher István Emlékérem és Díj, DOTE, 1999.,
- Tudással Magyarországért Emlékplakett, OTDK, 2002.,
- Romhányi György Emlékérem, Magyar Pathologusok Társasága, 2002.,[5]
- A Czech Connective Tissue Society tiszteletbeli tagja, 2003.,[6]
- Az Év Oktatója (2003: DEOEC ÁOK);
- A Gyulai Főiskoláért Emlékérem (2003,a Tessedik Sámuel Főiskola Egészségügyi Intézete, Gyula),
- Apáczai Csere János-díj (2004, Oktatási Minisztérium),
- Romhányi díj (2005: Romhányi György Alapítvány Kuratóriuma),
- Pro Facultate díj (2005: Debreceni Egyetem ÁOK),
- Markusovszky Lajos díj (2007: Orvosi Hetilap),
- Öveges József Ösztöndíj (2006-2007: Kutatás-fejlesztési Pályázati és Kutatáshasznosítási Iroda),
- 2001-től folyamatosan, több cikluson nyertese az Általános Orvostudományi Kar „Kiemelkedő Kutató és Oktatómunkáért”kiírt pályázatának.
- Eötvös József-koszorú kitüntetés kimagasló kutatói tevékenysége, kutatói életpályája elismeréseként, 2012.[7]
- Bonis Bona díj, 2016,[8]